# Монсере
Монсере́ (фр. Montséret) — коммуна во Франции, находится в регионе Лангедок — Руссильон. Департамент коммуны — Од. Входит в состав кантона Лезиньян-Корбьер. Округ коммуны — Нарбонна.
Код INSEE коммуны — 11256.

## Население
Население коммуны на 2008 год составляло 483 человека.
| 1962 | 1968 | 1975 | 1982 | 1990 | 1999 | 2008 |
| ---- | ---- | ---- | ---- | ---- | ---- | ---- |
| 351  | 360  | 308  | 306  | 347  | 410  | 483  |

## Экономика

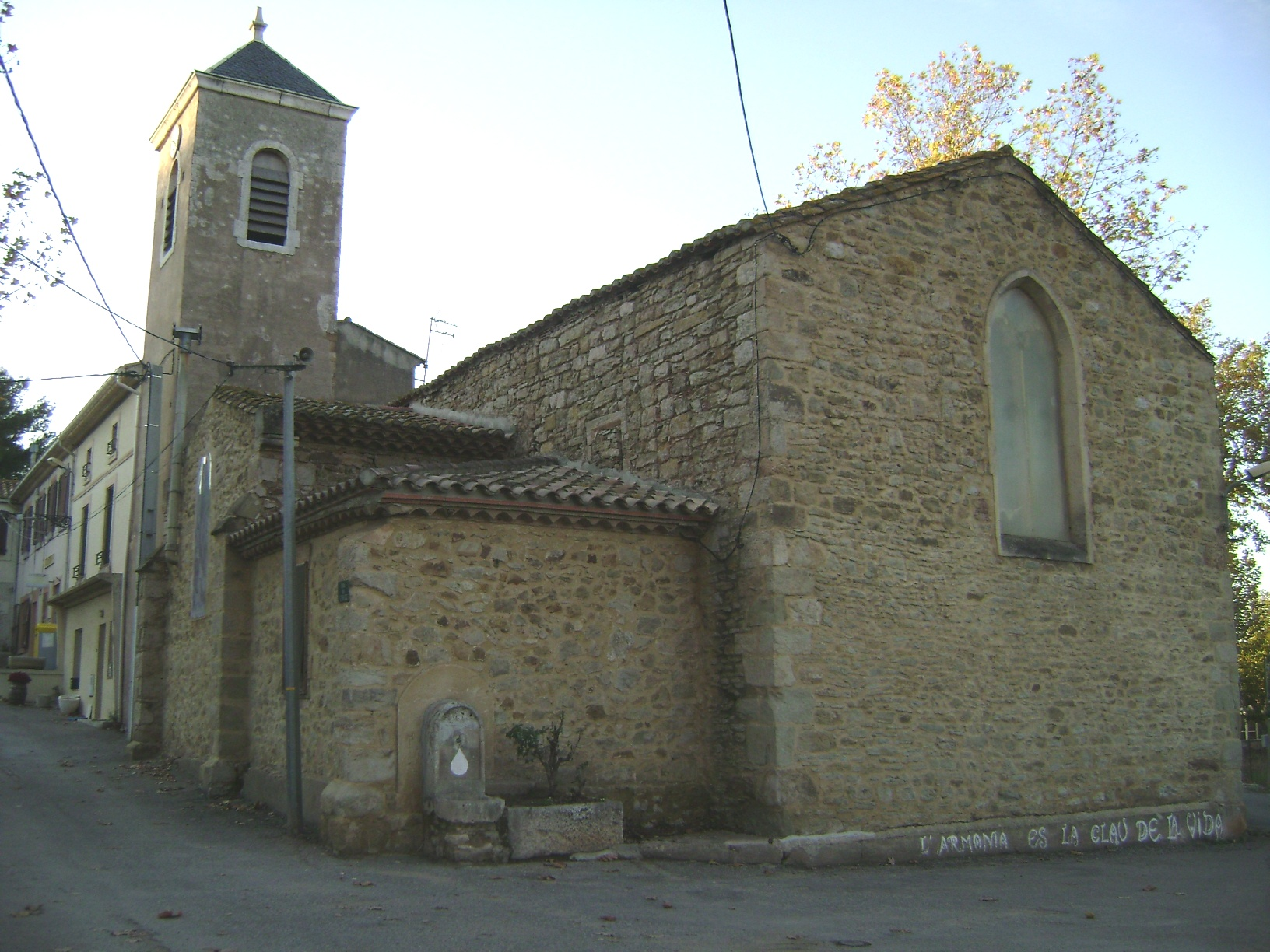
Церковь Сен-Феликс

В 2007 году среди 282 человек в трудоспособном возрасте (15—64 лет) 205 были экономически активными, 77 — неактивными (показатель активности — 72,7 %, в 1999 году было 63,3 %). Из 205 активных работали 173 человека (101 мужчина и 72 женщины), безработных было 32 (13 мужчин и 19 женщин). Среди 77 неактивных 20 человек были учениками или студентами, 26 — пенсионерами, 31 было неактивным по другим причинам.

## Достопримечательности
- Старинный фонтан
- Церковь Сен-Феликс XIX века в нео-романском стиле
- Руины крепости катаров